# AG2R Prévoyance/2002
Deze pagina geeft een overzicht van de wielerploeg Ag2r Prévoyance in 2002.

## Algemeen
Sponsors: Ag2r Prévoyance (verzekeringsmaatschappij)
Ploegleiders: Laurent Biondi, Gilles Mas
Fietsen: Décathlon

## Renners
| Naam                 | Geboortedatum | Nationaliteit | Ploeg 2001          |
| -------------------- | ------------- | ------------- | ------------------- |
| Christophe Agnolutto | 06-12-1969    | Frankrijk     |                     |
| Mikel Astarloza      | 19-09-1979    | Spanje        | Neoprof             |
| Lauri Aus            | 04-11-1970    | Estland       |                     |
| Linas Balčiūnas      | 14-02-1978    | Litouwen      |                     |
| Stéphane Bergès      | 09-01-195     | Frankrijk     |                     |
| Philippe Bordenave   | 04-03-1969    | Frankrijk     |                     |
| Aleksandr Botsjarov  | 26-02-1975    | Rusland       |                     |
| Ludovic Capelle      | 27-02-1976    | België        |                     |
| Íñigo Chaurreau      | 14-04-1973    | Spanje        | Euskaltel-Euskadi   |
| Sebastien Demarbaix  | 19-12-1973    | België        |                     |
| Laurent Estadieu     | 19-12-1973    | Frankrijk     |                     |
| Andy Flickinger      | 04-11-1978    | Frankrijk     | Festina             |
| Alexandre Grux       | 03-02-1976    | Frankrijk     |                     |
| Nicolas Inaudi       | 21-08-1978    | Frankrijk     |                     |
| Artūras Kasputis     | 22-02-1967    | Litouwen      |                     |
| Jaan Kirsipuu        | 17-07-1969    | Estland       |                     |
| Julien Laidoun       | 25-01-1980    | Frankrijk     |                     |
| Thierry Loder        | 15-12-1975    | Frankrijk     |                     |
| Innar Mändoja        | 28-02-1978    | Estland       |                     |
| Christophe Oriol     | 28-03-1973    | Frankrijk     | Jean Delatour       |
| Laurent Paumier      | 29-03-1973    | Frankrijk     | Saint-Quentin-Oktos |
| Nicolas Portal       | 23-04-1979    | Frankrijk     |                     |
| Mark Scanlon         | 10-10-1980    | Ierland       | Mercury-Viatel      |
| Olivier Trastour     | 30-12-1971    | Frankrijk     | Jean Delatour       |
| Ludovic Turpin       | 22-03-1975    | Frankrijk     |                     |
| Stagiairs            |               |               |                     |
| Lloyd Mondory        | 26-04-1982    | Frankrijk     |                     |
| Erki Pütsep          | 23-05-1976    | Estland       |                     |

## Overwinningen
Ster van Bessèges
4e etappe: Jaan Kirsipuu
5e etappe: Jaan Kirsipuu
Classic Haribo
Jaan Kirsipuu
Kuurne-Brussel-Kuurne
Jaan Kirsipuu
Ronde van de Sarthe
1e etappe: Ludovic Capelle
Tartu Tanavasait
Jaan Kirsipuu
Nationale kampioenschappen
Estland (tijdrit): Jaan Kirsipuu
Estland (wegwedstrijd): Jaan Kirsipuu
Ronde van Frankrijk
5e etappe: Jaan Kirsipuu
Ronde van de Ain
3e etappe: Christophe Oriol
Eindklassement: Christophe Oriol
Triptyque des Barrages
3e etappe: Lloyd Mondory
Parijs-Corrèze
2e etappe: Andy Flickinger

## Teams

### Tour Down Under
15 januari–20 januari
- [11.] Jaan Kirsipuu
- [12.] Ludovic Capelle
- [13.] Lauri Aus
- [14.] Innar Mändoja
- [15.] Thierry Loder
- [16.] Aleksandr Botsjarov
- [17.] Íñigo Chaurreau
- [18.] Mikel Astarloza

### Ronde van Langkawi
1 februari–10 februari
- [41.] Linas Balčiūnas
- [42.] Laurent Estadieu
- [43.] Andy Flickinger
- [44.] Alexandre Grux
- [45.] Nicolas Inaudi
- [46.] Innar Mändoja
- [47.] Nicolas Portal

### Ster van Bessèges
6 februari–10 februari
- [11.] Jaan Kirsipuu
- [12.] Lauri Aus
- [13.] Stéphane Bergès
- [14.] Ludovic Capelle
- [15.] Sebastien Demarbaix
- [16.] Artūras Kasputis
- [17.] Olivier Trastour
- [18.] Ludovic Turpin

### Ronde van de Middellandse Zee
13 februari–17 februari
- [137.] Ludovic Capelle
- [138.] Christophe Agnolutto
- [139.] Lauri Aus
- [140.] Stéphane Bergès
- [141.] Aleksandr Botsjarov
- [142.] Thierry Loder
- [143.] Christophe Oriol
- [144.] Ludovic Turpin

### Ruta del Sol
17 februari–21 februari
- [181.] Jaan Kirsipuu
- [182.] Mikel Astarloza
- [183.] Iñigo Chaurreau
- [184.] Laurent Estadieu
- [185.] Nicolas Inaudi
- [186.] Alexandre Grux
- [187.] Artūras Kasputis
- [188.] Ludovic Turpin

### Ronde van Valencia
26 februari–2 maart
- [61.] Íñigo Chaurreau
- [62.] Mikel Astarloza
- [63.] Stéphane Bergès
- [64.] Aleksandr Botsjarov
- [65.] Sebastien Demarbaix
- [66.] Thierry Loder
- [67.] Christophe Oriol
- [68.] Ludovic Turpin

### Ronde van Zwitserland
18 juni–27 juni
- [101.] Jaan Kirsipuu
- [102.] Christophe Agnolutto
- [103.] Linas Balčiūnas
- [104.] Ludovic Capelle
- [105.] Andy Flickinger
- [106.] Artūras Kasputis
- [107.] Thierry Loder
- [108.] Innar Mändoja

### Ronde van Frankrijk
6 juli–28 juli
- [181.] Aleksandr Botsjarov
- [182.] Christophe Agnolutto
- [183.] Stéphane Bergès
- [184.] Íñigo Chaurreau
- [185.] Andy Flickinger
- [186.] Jaan Kirsipuu
- [187.] Thierry Loder
- [188.] Christophe Oriol
- [189.] Ludovic Turpin

### Ronde van Nederland
20 augustus–24 augustus
- [131.] —
- [132.] Linas Balčiūnas
- [133.] Ludovic Capelle
- [134.] Laurent Estadieu
- [135.] Andy Flickinger
- [136.] —
- [137.] Artūras Kasputis
- [138.] Innar Mändoja

### Ronde van Spanje
7 september–29 september
- [21.] Mikel Astarloza
- [22.] Lauri Aus
- [23.] Stéphane Bergès
- [24.] Aleksandr Botsjarov
- [25.] Íñigo Chaurreau
- [26.] Nicolas Inaudi
- [27.] Thierry Loder
- [28.] Christophe Oriol
- [29.] Nicolas Portal

2000 · 2001 · 2002 · 2003 · 2004 · 2005 · 2006 · 2007 · 2008 · 2009 · 2010 · 2011 · 2012 · 2013 · 2014 · 2015 · 2016 · 2017 · 2018 · 2019 · 2020 · 2021 · 2022 · 2023 · 2024 · 2025